# Adlullia conistrae
Adlullia conistrae är en fjärilsart som beskrevs av Collenette 1949. Adlullia conistrae ingår i släktet Adlullia och familjen tofsspinnare. Inga underarter finns listade i Catalogue of Life.